# Guerra y paz (película de 1967)
Guerra y paz (en ruso, Война и мир, Voyná i mir) es una película soviética basada en la novela homónima de León Tolstói estrenada en cuatro partes durante 1966 y 1967, dirigida por Serguéi Bondarchuk, producida por los estudios Mosfilm y Goskinó y protagonizada por Ludmila Savélyeva, Viacheslav Tíjonov y Serguéi Bondarchuk, como Pierre Bezújov.

## Producción
La película fue pre-producida por Mosfilm en 1961, y se filmó entre 1963 y 1967. 
La escena de la batalla de Borodinó, en el transcurso de la invasión napoleónica de Rusia, estuvo conformada por 120 000 soldados. Según el Libro de los Récord Guinness, es considerada la batalla más grande jamás filmada. Muchos de los museos de la URSS contribuyeron con artefactos para el diseño de producción.
Esta obra cinematográfica fue una de las primeras películas soviéticas en filmarse en 70 mm, con el formato Todd-AO.

## Elenco
- Ludmila Savélyeva – Natasha Rostova
- Serguéi Bondarchuk – Pierre Bezújov
- Viacheslav Tíjonov – Príncipe Andréi Bolkonski

## Exhibición en el cine y en televisión
La película fue filmada en 4 partes con una duración de 484 minutos (8 horas de duración):
- 1.ª parte – "Andréi Bolkonski" y
- 2.ª parte – "Natasha Rostova" ambas combinadas duran 255 minutos, realizadas en 1966.
- 3.ª parte – "1812", duración 104 minutos, realizada en 1967.
- 4.ª parte – "Pierre Bezújov", duración 125 minutos, realizada en 1967.

En Estados Unidos fue realizada con una duración de 390 minutos con una hora de corte y mostrada en 2 partes, en algunas ciudades la primera parte fue una semana y la segunda parte la siguiente. Sin embargo, en las pantallas de Estados Unidos, se conservó la estructura de 4 partes, dividiendo la primera parte en dos capítulos (titulado "Natasha y Andréi" y "La batalla de Austerlitz"). La parte dos fue dividida también en capítulos titulados "Natasha y Pierre" y "El incendio de Moscú". La duración de la primera parte fue de tres horas y media, y la segunda parte fue de 3 horas ambas incluyen 15 minutos de pausa entre los capítulos nombrados. En agosto de 1972, la película fue mostrada en una presentación de cuatro partes en la ABC-TV.

## Otras versiones
- Guerra y paz – Película de 1956 dirigida por King Vidor y protagonizada por Audrey Hepburn.
- Guerra y paz (miniserie) – Serie de televisión de 1972 de la BBC protagonizada por Anthony Hopkins.
- Guerra y paz – Ópera de 2 partes compuesta por Serguéi Prokófiev.

## Premios
Oscar 1968
| Año  | Categoría                          | Persona                                                       | Resultado |
| ---- | ---------------------------------- | ------------------------------------------------------------- | --------- |
| 1968 | Mejor película de habla no inglesa | Mejor película de habla no inglesa                            | Ganador   |
| 1968 | Mejor dirección de arte            | Mijaíl Bogdánov Gennadi Myasnikov Gueorgui Kóshelev V. Uvárov | Nominado  |

Globo de Oro 1968
| Año  | Categoría                           | Resultado |
| ---- | ----------------------------------- | --------- |
| 1968 | Mejor película en lengua no inglesa | Ganador   |

National Board of Review
| Año  | Categoría                          | Resultado |
| ---- | ---------------------------------- | --------- |
| 1968 | Mejor película de habla no inglesa | Ganador   |

Premios del Círculo de Críticos de Cine de Nueva York
| Año  | Categoría                          | Resultado |
| ---- | ---------------------------------- | --------- |
| 1968 | Mejor película de habla extranjera | Ganadora  |

## Recepción de críticas
La película tuvo críticas favorables, obteniendo un 100% "fresco" en Rotten Tomatoes, de 11 críticas totales, 11 críticas fueron positivas y ninguna negativa, con un promedio de 8.9 sobre 10, las críticas máximas fueron un 100%, con un promedio de 8.5 de 10, los usuarios la calificaron con un 100%, con un promedio de 9.3 de 10.